# Project Gotham Racing 4
Project Gotham Racing 4 (сокр. PGR4) — видеоигра в жанре аркадных авто- и мотогонок, разработанная студией Bizarre Creations и изданная компанией Microsoft Game Studios эксклюзивно для консоли Xbox 360 в октябре 2007 года. За локализацию была ответственна компания «Софт Клаб», которая выпустила игру на русском языке. Является четвёртой частью серии Project Gotham Racing.

## Игровой процесс
Project Gotham Racing 4 представляет собой аркадную гоночную игру, выполненную в трёхмерной графике. Игровой процесс схож с таковым в предыдущих частях серии и предполагает участие в гоночных состязаниях, проходящих на специализированных трассах в реальных городах мира. В Project Gotham Racing 4 представлено девять локаций, каждая из которых содержит определённое количество трасс: Квебек, Лас-Вегас, Лондон, Макао, Нью-Йорк, Нюрбургринг, Санкт-Петербург, Токио и Шанхай. Основными нововведениями, по сравнению с предыдущими частями серии, стали наличие различных погодных условий (включая осадки и сезоны) и мотоциклов в качестве транспортных средств в дополнение к автомобилям. О каждом транспортном средстве можно прочитать различную информацию, например технические характеристики и историю создания. У каждого транспортного средства можно изменить цвет и схему окраски. За выполнение различных манёвров на дороге (например, дрифта и обгона соперников) и успешные результаты заездов игрок получает очки Kudos, которые затем можно потратить в магазине PGR на новые возможности и контент (например, типы гонок и трассы); при столкновениях же набираемые в данный момент очки Kudos теряются, а транспортные средства получают повреждения. После каждого заезда можно посмотреть его повтор, а во время заездов и в ряде других случаев (например, на некоторых экранах меню) можно сделать фотоснимок со своим транспортным средством и отредактировать его. В игре также действует система трофеев и достижений.
В начале игры нужно выбрать пол виртуального гонщика, а также его экипировку, в том числе изменить вид его шлема и костюма. В одиночной игре имеется пять режимов. В «Режиме Arcade» игрок должен пройти десять серий быстрых гонок, причём каждая серия содержит заезды разных типов как для автомобилей, так и для мотоциклов, например, в «уличной гонке» нужно занять как можно более высокую позицию относительно нескольких других соперников, а в «суперзвезде» — набрать за отведённое время как можно больше звёзд Kudos. Перед заездом игрок выбирает одни из пяти уровеней сложности, влияющих на опыт соперников и требуемые условия (например, занять в гонке минимум третье место). В зависимости от выбранного уровня сложности, в случае успеха игрок получает стальную, бронзовую, серебряную, золотую или платиновую медаль. Режим «Карьера Gotham» предполагает участие в чемпионате: имеется календарь событий, и в определённые дни игрок может участвовать в заездах или же получать письма-приглашения на особые задания. За успешное выполнение событий игрок продвигается по турнирной таблице среди других её гонщиков на более высокие позиции и зарабатывает деньги, которые тратятся на покупку новых транспортных средств. Имеется возможность заходить в гаражи, где можно осматривать и выбирать свой транспорт, а также поиграть на аркадном автомате в «Геометрические войны: Волны». В «Режиме мировой гонки» нужно пройти серию тематических гонок, принцип которых схож с таковым в «Режиме Arcade». В режиме «Заезд на время» игрок в одиночку проезжает выбранную им трассу на любом транспортном средстве, устанавливая рекорд времени её прохождения. В режиме «Польз. гонка» игрок самостоятельно настраивает пользовательскую уличную гонку или гонку на выбывание, выбирая город, трассу, погоду и другие параметры. Многопользовательская игра представлена режимами с технологией разделённого экрана (для двух игроков), по локальной сети (до восьми игроков) и по сети Xbox Live (до восьми игроков). С помощью технологии Xbox Live в игре также проводятся онлайн-турниры, за которые игроки получают дополнительные награды. Кроме того, благодаря онлайн-возможностям игроки могут загружать свои сохранённые повторы и фотографии в сеть и смотреть повторы и фотографии друзей и других игроков.

## Разработка и выход игры
Впервые о разработке Project Gotham Racing 4 стало известно 11 сентября 2006 года, когда о четвёртой части серии упомянул автопроизводитель Peugeot в своём пресс-релизе. Официальный анонс игры состоялся 27 сентября 2006 года в рамках выставки X06. За разработку Project Gotham Racing 4, как и в случае с предыдущими играми серии, отвечала студия Bizarre Creations, а издателем выступила Microsoft Game Studios, и создание, аналогично Project Gotham Racing 3, велось эксклюзивно для консоли Xbox 360. Разработчики решили развивать идеи предшественников, такие как реальные города и зарабатываемые за стильное вождение очки Kudos, но внедрили ряд нововведений: так, впервые в серии в качестве транспортных средств использованы не только автомобили, но и мотоциклы, а на трассах реализованы различные погодные условия разных сезонов.
Выход Project Gotham Racing 4 состоялся 2 октября 2007 года в Северной Америке, 11 октября — в Японии и Австралии, и 12 октября — в Европе. 29 октября компания «Софт Клаб» выпустила локализованную версию игры на русском языке.

## Оценки и мнения
| Сводный рейтинг       | Сводный рейтинг |
| Агрегатор             | Оценка          |
| --------------------- | --------------- |
| GameRankings          | 86,50 %         |
| Game Ratio            | 85 %            |
| Metacritic            | 85/100          |
| MobyRank              | 86/100          |
| Иноязычные издания    |                 |
| Издание               | Оценка          |
| 1UP.com               | 8,5/10          |
| AllGame               | [ 10 ]          |
| Edge                  | 9/10            |
| EGM                   | 8,33/10         |
| Eurogamer             | 9/10            |
| G4                    | 4/5             |
| Game Informer         | 8,75/10         |
| GamePro               | 3,75/5          |
| GameRevolution        | C               |
| GameSpot              | 8,5/10          |
| GameSpy               | [ 19 ]          |
| GameTrailers          | 8,7/10          |
| GameZone              | 8,5/10          |
| IGN                   | 8,1/10          |
| OXM                   | 8/10 10/10      |
| PALGN                 | 9/10            |
| TeamXbox              | 8,4/10          |
| VideoGamer            | 9/10            |
| XboxAddict            | 4,3/5           |
| Русскоязычные издания |                 |
| Издание               | Оценка          |
| «Страна игр»          | 8,5/10          |

Project Gotham Racing 4 получила положительные отзывы от рецензентов, которые удостоили похвалы увлекательный игровой процесс, качественную графику и звук, но несколько разошлись во мнениях относительно нововведений. На сайтах GameRankings и Metacritic средняя оценка составила соответственно 86.50% и 85 баллов из 100 возможных.